# Hanseatische Infrastrukturgesellschaft
Die Hanseatische Infrastrukturgesellschaft mbH ist ein Eisenbahninfrastrukturunternehmen mit Sitz in Lübz. Sie war Pächter und Betreiber der Eisenbahnstrecke zwischen Templin Stadt und Joachimsthal. 
Anfang 2017 kaufte das Unternehmen die stillgelegte Bahnstrecke zwischen Friedrich-August-Hütte und Blexen auf dem Gebiet der Stadt Nordenham und plant eine Reaktivierung für den Güterverkehr.

## Strecken
- Nordenham Friedrich-August-Hütte–Blexen, 4 km (stillgelegt)

### Ehemalige Strecken
- Joachimsthal–Templin, 26 km (Betrieb zum 11. Dezember 2022 übergegangen an RIN)[3]